# Sertularia
Sertularia är ett släkte av nässeldjur som beskrevs av Carl von Linné 1758. Sertularia ingår i familjen Sertulariidae.

## Dottertaxa tillSertularia, i alfabetisk ordning[1][2]
- Sertularia albimaris
- Sertularia argentea
- Sertularia australis
- Sertularia bicuspidata
- Sertularia bidentata
- Sertularia bilateralis
- Sertularia borneensis
- Sertularia brashnikowi
- Sertularia brevicyathus
- Sertularia brunnea
- Sertularia camtschatika
- Sertularia carolinensis
- Sertularia ceylonensis
- Sertularia complexa
- Sertularia conferta
- Sertularia converrucosa
- Sertularia cupressina
- Sertularia cupressoides
- Sertularia distans
- Sertularia divergens
- Sertularia dohrni
- Sertularia drachi
- Sertularia dubia
- Sertularia elongata
- Sertularia fabricii
- Sertularia fissa
- Sertularia flexilis
- Sertularia flowersi
- Sertularia frigida
- Sertularia funafutiensis
- Sertularia gracillima
- Sertularia hattorii
- Sertularia heteroclada
- Sertularia humilis
- Sertularia intermedia
- Sertularia latiuscula
- Sertularia ligulata
- Sertularia linearis
- Sertularia linkoi
- Sertularia littoralis
- Sertularia loculosa
- Sertularia longa
- Sertularia maccallumi
- Sertularia malayensis
- Sertularia marginata
- Sertularia mediterranea
- Sertularia mertoni
- Sertularia mirabilis
- Sertularia moluccana
- Sertularia notabilis
- Sertularia nuttingi
- Sertularia ochotensis
- Sertularia orthogonalis
- Sertularia palkensis
- Sertularia perpusilla
- Sertularia plumosa
- Sertularia pusilla
- Sertularia pyriformis
- Sertularia robusta
- Sertularia rugosissima
- Sertularia schmidti
- Sertularia secunda
- Sertularia similis
- Sertularia simplex
- Sertularia stabilis
- Sertularia staurotheca
- Sertularia stechowi
- Sertularia suensoni
- Sertularia tatarica
- Sertularia tenera
- Sertularia tenuis
- Sertularia tolli
- Sertularia trigonostoma
- Sertularia tumida
- Sertularia turbinata
- Sertularia vervoorti